# RZSD VL10
Az RZSD VL10 sorozat egy orosz Bo'Bo'+Bo'Bo' tengelyelrendezésű 3000 V DC áramrendszerű villamosmozdony-sorozat. Az RZSD üzemelteti. Összesen 2881 db készült belőle 1961 és 1977 között a Novocserkasszki Villamosmozdonygyárban. A sorozat nevében a VL Vlagyimir Iljics Lenin (oroszul: Владимир Ленин) nevének rövidítése.